# Indiana Jones i kraljevstvo kristalne lubanje
Indiana Jones i kraljevstvo kristalne lubanje (engl. Indiana Jones and the Kingdom of the Crystal Skull), pustolovni film redatelja Stevena Spielberga iz 2008. Objavljen 19 godina nakon filma Indiana Jones i posljednji križarski pohod, u njemu se u naslovnoj ulozi ponovno pojavljuje Harrison Ford, a radnja je ovaj put smještena u 1957. Film odaje počast SF B-filmovima iz te ere, suprotstavljajući ovaj put Jonesa protiv sovjetskih agenata – predvođenih Irinom Spalko (Cate Blanchett) – u potrazi za izvanzemaljskom kristalnom lubanjom. U filmu se pojavljuju i Karen Allen kao Marion Ravenwood, Shia LaBeouf kao Mutt Williams, Ray Winstone i Jim Broadbent.
Film je dugo čekao na produkciju jer se Spielbergu i Fordu nije svidjela originalna koncepcija Georgea Lucasa, koja se većim dijelom fokusirala na izvanzemaljce. Scenaristi Jeb Stuart, Jeffrey Boam, Frank Darabont i Jeff Nathanson napisali su svoje verzije scenarija, a na kraju je trojac zadovoljila verzija Davida Koeppa. Snimanje je počelo 18. lipnja 2007., a odvijalo se u Novom Meksiku, New Havenu, Havajima, Fresnu i u filmskim studijima u Los Angelesu. Kako bi se zadržao vizualni kontinuitet s prijašnjim filmovima, ekipa se oslanjala na tradicionalne kaskaderske scene umjesto na digitalnu tehnologiju, a snimatelj Janusz Kamiński proučavao je stil Douglasa Slocombea iz prethodnih filmova.
Marketing se većim dijelom oslonio na nostalgiju publike za serijalom, a reklamni su proizvodi bili inspirirani prepoznatljivim sadržajima iz svih četiriju filmova. Nestrpljenje je raslo zajedno s tajnošću koja je pratila produkciju, a sve je rezultiralo pravnim sporom sa statistom koji je prekršio ugovor o tajnosti i uhićenjem drugog muškarca zbog krađe računala na kojem su se nalazili mnogi dokumenti povezani s produkcijom. Indiana Jones i kraljevstvo kristalne lubanje objavljen je 22. svibnja 2008. te je postigao veliki komercijalni uspjeh, zaradivši u cijelom svijetu preko 783 milijuna dolara i postavši tako drugi najunosniji film 2008. Film je općenito ocijenjen pozitivno od strane kritičara, dok je reakcija obožavatelja bila podijeljena.

## Radnja
1957., pukovnica i doktorica Irina Spalko i konvoj sovjetskih agenata prerušenih u američke vojnike upadaju u vojnu bazu 51 (engl. Area 51) u pustinji Nevade. Prisiljavaju Indianu Jonesa da ih odvede u spremište do sanduka u kojem se čuvaju ostatci izvanzemaljskog stvorenja koje se deset godina prije srušilo u Roswellu u Novom Meksiku. Jones pokuša pobjeći, ali ga prevari bivši partner Mac, koji otkriva da radi za Sovjete. Nakon borbe i poduže utrke vozilima po skladištu, Indiana pobjegne u pustinju na raketnim saonicama, gdje upadne u umjetni grad izgrađen za nuklearna testiranja. Preživi nuklearni udar sakrivši se u hladnjak. Kasnije mu na sastanku otkrivaju da se nalazi pod istragom FBI-ja zbog Macovih veza sa Sovjetima. Jones se vraća na koledž Marshall, gdje mu ponude trenutni prekid rada na neodređeno vrijeme kako bi izbjegao otkaz zbog istrage. Na željezničkoj postaji, Jonesa zaustavi mladić Mutt Williams i rekne mu da je njegov stari kolega, Harold Oxley, nestao nakon što je otkrio kristalnu lubanju blizu Nazca u Peruu. Jones i Mutt odlaze do lokalnog restorana gdje počnu razgovor o Akatoru (poznatom i kao El Dorado), kristalnim lubanjama i plemenu Ugha. Mutt dadne Jonesu pismo od Oxleyja. Prilaze im sovjetski agenti i počne utrka po koledžu. Indiana shvaća da su Sovjeti pratili Mutta ne bi li se dočepali njega da im dešifrira Oxleyjevo pismo.
U Peruu, Jones i Mutt otkrivaju da je Oxley zatočen u umobolnici kojom upravlja crkva, ali otmu ih Sovjeti. U Oxleyjevoj bivšoj ćeliji, Jones otkriva tragove groba Francisca de Orellane, konkvistadora koji je nestao u šesnaestom stoljeću dok je tražio Akator. Indiana pronalazi i kristalnu lubanju koju je Oxley sakrio u Orellaninom grobu. Sovjeti uhvate Jonesa i Mutta i odvode ih u svoj kamp u Brazilu gdje drže Oxleyja i Muttovu majku - za koju se ispostavlja da je Jonesova stara ljubav, Marion Ravenwood. Jones saznaje da Sovjeti vjeruju da lubanja, koja magnetski privlači sve ne-željezne predmete, potječe od izvanzemaljskog oblika života i sadrži veliku psihičku moć; Oxley je zadobio živčani slom jer se previše izložio lubanjinoj moći. Spalko otkriva da predmet ukraden iz vojne baze 51 također ima kristalnu lubanju. Dok četvorka pokušava pobjeći Sovjetima, Marion otkriva Muttu da mu je pravo ime Indiana Jones III. te da je on Indianin sin. Napokon uspiju pobjeći i započinje duga potjera vozilima s mnoštvom vratolomija. Pobjegavši na pomorskom vozilu, Indiana, Mutt, Marion, Oxley i Mac stižu u Hram Akatora, piramidu u stilu Maja u amazonskoj prašumi. Tvrdeći kako je dvostruki agent CIA-e koji radi protiv Sovjeta, Mac ulazi u hram s Indianom i skupinom, ali zapravo ostavlja tragove uređaja za praćenje kako bi ih Spalko mogla pratiti.

Skupina ulazi u hram i Jones upotrijebi lubanju da bi otvorio veliku odaju, gdje trinaest kristalnih kostura – od kojih jednom nedostaje lubanja – sjede na prijestoljima. Nakon dolaska Sovjeta i Macove nove izdaje, Spalko stavi lubanju na kostur. Kostur počne komunicirati sa skupinom preko Oxleyja na drevnom dijalektu Maja. Indiana to prevede kao da ih izvanzemaljci žele nagraditi nudeći im "veliki dar". Spalko prilazi i zatraži da "sazna sve". Bića odobre njenu želju i počnu prenositi sva svoja znanja na nju. Iznad dvorane se otvara portal u drugu dimenziju, a Oxleyju se vrati zdrava svijest i on objasni da su izvanzemaljci interdimenzionalna bića koja su naučila ratnike Ugha da poboljšaju svoju tehnologiju. Indiana, Mutt, Marion i Oxley pobjegnu iz hrama, ali Maca i vojnike usisa portal. Kosturi se spajaju u jedan i nastavljaju hraniti Spalko znanjem; no kolektivno znanje trinaest stvorenja je previše za Spalko. Njezin se mozak i tijelo zapale i raspadnu, a njene ostatke usisa portal. Hram se uruši, a leteći tanjur se diže iz ruševina i nestaje dok rijeka Amazona poplavljuje dolinu. Po povratku kući, Indiana je vraćen na posao i promoviran u pomoćnika dekana Marshall Collegea, a on i Marion se vjenčaju.

## Glumci
Harrison Ford kao Dr. Indiana Jones, Jr. Pripremajući se za ulogu, 64-godišnji Ford je provodio tri sata dnevno u teretani, dva tjedna vježbao s bičem i oslonio se na visokoproteinsku dijetu od ribe i povrća. Ford je ostao u formi i tijekom stanke u serijalu jer se nadao novom filmu. Sam je izveo mnoge kaskaderske scene jer su one od 1989. postale mnogo sigurnije, a smatrao je i da je poboljšao svoju izvedbu. Rekao je, "Privlačnost Indiane Jonesa nije njegova mladost nego njegova imaginacija, njegova domišljatost. Njegov fizički izgled je veliki dio toga, osobito način na koji se izvlači iz opasnih situacija. No, nije sve u udaranju ljudi i padanju s visokih mjesta. Moja ambicija je imati publiku koja će lik gledati ravno u lice, a ne u tjeme vještog kaskadera. Nadam se da ću to i dalje uspijevati bez obzira koliko star bio."
Ford je smatrao i da će njegov povratak pomoći američkoj kulturi da postane manje paranoična oko starenja (odbio je obojiti kosu za ulogu), zbog obiteljske privlačnosti filma: "Ovo je film koji se ne obraća samo mladoj populaciji, nekom određenom dijelu stanovništva (...) Imamo odličnu priliku dokinuti demografska ograničenja." Rekao je Koeppu da u scenarij doda više aluzija na njegovu dob. Spielberg je rekao Fordu da nije prestar za ulogu Jonesa: "Kad čovjek dođe u te godine i stalno prima isti udarac, a i dalje trči brzo i penje se visoko kao i prije, disat će malo teže na kraju svega". A ja sam pomislio: "Idemo se zabaviti. Ne skrivajmo to." Spielberg se sjetio rečenice iz Otimača, "Nisu godine u pitanju, nego kilometraža", te pomislio kako ne može naći razliku između Forda tijekom snimanja Posljednjeg križarskog pohoda i Kraljevstva kristalne lubanje.
Shia LaBeouf kao Henry "Mutt Williams" Jones III., mladi buntovnik motociklist i Jonesov pomoćnik i sin. Koncept potomstva Indiane Jonesa uveden je u seriji Mladi Indiana Jones, u kojoj je stari Indy imao kćer. Tijekom razvoja Kraljevstva kristalne lubanje, ova ideja je inkorporirana u scenarij Franka Darabonta, s tim da su Jones i Marion imali 13-godišnju kćer. No Spielberg je smatrao da je ideja preslična onoj iz filma Jurski Park: Izgubljeni svijet, pa je umjesto kćeri ubačen sin. Koepp je rekao da su za osmišljavanje lika zaslužni Jeff Nathanson i Lucas. Koepp je htio da Mutt bude šmokljan, ali je Lucas odbacio takvu ideju, objasnivši da mora sličiti Marlonu Brandu iz Divljaka: "On mora biti ono što je otac Indiane Jonesa mislio o njemu - prokletstvo se vraća u obliku njegova vlastitog sina, on je sve ono što njegov otac ne može podnijeti".
LaBeouf je bio prvi Spielbergov izbor za ulogu. Uzbuđen što će nastupiti u filmu o Indiani Jonesu, LaBeouf je potpisao bez da je pročitao scenarij, a nije ni znao kakvog će lika glumiti. Vježbao je i nabacio oko sedam kilograma mišićne mase za ulogu, a gledao je i ostale filmove kako bi se uživio u ulogu. LaBeouf je gledao i Gužvu na školskoj ploči, Buntovnika bez razloga te Divljaka da bi vidio kako njegov lik treba izgledati i ponašati se, kopirajući manire i riječi junaka iz tih filmova, ali i uporabu oružja poput noža skakavca. Lucas je savjetovao i korištenje zalizanog izgleda, šaleći se kako je LaBeouf "poslan u školu zalizivanja Američkih grafita".
Cate Blanchett kao Irina Spalko, sovjetska agentica. Lik je osmislio scenarist David Koepp. Frank Marshall rekao je da je Spalko nastavila Indianinu tradiciju održavanja veza koje sežu od ljubavi do mržnje "sa svakom ženom s kojom dođe u kontakt". Blanchett je "nekoliko godina" htjela igrati zlikovku, a uživala je postavši dijelom ostavštine Indiane Jonesa jer je obožavala prethodne filmove. Spielberg je hvalio Blanchett kao "majstoricu prerušavanja". Bob frizura bila je njena ideja, što uz njen strogi izgled i ponašanje podsjeća na Rosu Klebb iz filma Iz Rusije s ljubavlju. Blanchett je naučila mačevati, a tijekom snimanja Spielberg je odlučio liku dodati vještine karatea. LaBeouf se prisjetio kako je Blanchett bila dosljedna na setu, a Ford je ostao iznenađen kad ju je vidio na setu dok nije bila u kostimu. Primijetio je, "Ne postoji aspekt njenog ponašanja koji nije bio dosljedan s bizarnom osobom koju je igrala."
Karen Allen kao Marion Ravenwood, Indianina stara ljubav koja se već ranije pojavila u Otimačima izgubljenog kovčega. U scenariju Franka Darabonta Marion Ravenwood se vraća kao Indianina simpatija. Allen nije ni bila svjesna da je njezin lik u scenariju sve dok ju Spielberg nije nazvao u siječnju 2007. i rekao joj, "Bit će objavljeno! Snimit ćemo Indianu Jonesa 4! Pogodi što! Ti si u njemu!" Ford je smatrao Allen "jednom od najjednostavnijih ljudi s kojima je surađivao. Ona je potpuno neovisna žena, a to je dio lika kojeg igra. Većina njezina šarma i šarma njenog lika je u filmu. I opet, nije to vezano uz godine. To ima veze s njenim duhom i njenom prirodom." Allen je rekla da je s Fordom bilo lakše raditi na ovom filmu, u suprotnosti s prvim filmom, gdje se polako sprijateljivala s glumcem.
Ray Winston kao George "Mac" McHale, britanski agent s kojim je Jones surađivao tijekom Drugog svjetskog rata, ali koji se sada udružio sa Sovjetima zbog financijskih problema. Lik je svojevrsni zaokret u odnosu na Sallaha i Renea Belloqa - Jonesova prijatelja i neprijatelja u Otimačima izugbljenog kovčega. Spielberg je angažirao Winstonea jer ga je smatrao "jednim od najbriljantnijih aktivnih glumaca", nakon što ga je vidio u Posljednjoj pljački. Winstone je tijekom snimanja potrgao tetive koljena. "Stalno dobivam akcijske uloge kako starim", primijetio je. Kao i John Hurt, i Winstone je htio vidjeti scenarij prije nego što se posveti filmu. U intervjuu za britansku televiziju objasnio je da je scenarij mogao pročitati samo ako mu ga donese kurir, koji je čekao da Winston pročita scenarij i potom ga odmah vratio u Sjedinjene Države. Svoje razloge je objasnio riječima, "Ako želim biti u njemu, želim biti u njemu". Dodao je kako je po završetku snimanja morao vratiti scenarij, koji je bio tajna. Nakon premijere su mu dali primjerak u trajno vlasništvo.
John Hurt kao Harold "Ox" Oxley, stari Jonesov prijatelj, s kojim je izgubio kontakt 1937. Šest mjeseci prije događaja iz filma, on je poludio nakon što je otkrio kristalnu lubanju, koja mu je naredila da je vrati u Akator. Frank Darabont je sugerirao izbor Hurta dok je pisao scenarij. Lik je inspiriran Benom Gunnom iz Otoka s blagom. Hurt je htio pročitati scenarij prije nego što prihvati ulogu, za razliku od drugih glumaca koji su pristali "jer ga Steven - znate, 'Bog' - snima". A ja sam rekao, "Meni treba malo prethodnog znanja pa da ga baš snima i sam Bog". Zato su mi poslali kurira sa scenarijem iz Los Angelesa, predali mi ga u tri sata popodne u Londonu, pokupili ga natrag u osam navečer, a on se sutradan vratio u Los Angeles."
Jim Broadbent kao Dan Charles Stanforth, kolega s koledža i Jonesov prijatelj. Broadbentov lik zamjenjuje Marcusa Brodyja, kojeg je glumio Denholm Elliott, koji je umro 1992. Kao počast Elliottu, producenti su na lokaciji koledža Marshall postavili njegovu bistu, te fotografiju na Jonesovu stolu na kojoj piše da je umro zajedno s Jonesovim ocem.
Igor Jijikine kao Pukovnik Dovčenko. Njegov lik zamjenjuje gorostasnog krvnika kojeg je u prethodnim filmovima utjelovljavao Pat Roach (Roach je umro 2004.).
Joel Stoffer i Neil Flynn pojavljuju se u cameo-ulogama kao agenti FBI-ja koji ispituju Jonesa, u sceni nakon uvodne sekvence. Alan Dale glumi generala Rossa, koji uvjerava agente u Jonesovu nevinost. Andrew Divoff i Pavel Lychnikoff glume ruske vojnike. Spielberg je za uloge ruskih vojnika angažirao glumce koji znaju ruski da bi njihov naglasak bio autentičan. Dimitri Diatchenko glumi pomoćnika pukovnice Spalko koji se sukobljava s Jonesom na koledžu. Diatchenko je nabio oko 115 kilograma kako bi izgledao prijeteće, a njegova uloga je prvih deset dana snimanja bila dosta mala. Kad se snimala borba, Ford ga je slučajno udario u bradu, a Spielbergu se svidjela Diatchenkova duhovita reakcija, pa mu je produžio ulogu na tri mjeseca snimanja.
Sean Connery je odbio ponudu da reprizira svoju ulogu Henryja Jonesa starijeg, budući da se povukao u glumačku mirovinu u kojoj je uživao. Lucas je izjavio da je, zapravo, dobro da se Connery nije ni kratko pojavio, budući da bi to bilo razočaranje za publiku kad se njegov lik ne bi pridružio pustolovini. Ford se našalio, "Dovoljno sam star da igram vlastitog oca u ovom filmu." Film objašnjava Conneryjevu odsutnost napomenom kako je lik umro nešto prije događaja iz filma.

## Produkcija

### Razvoj
Krajem sedamdesetih, George Lucas i Steven Spielberg potpisali su ugovor s Paramount Picturesom za pet filmova o Indiani Jonesu. Nakon 1989. i objavljivanja filma Indiana Jones i posljednji križarski pohod, Lucas je priveo serijal kraju, jer se nije mogao sjetiti dobrog zapleta koji bi pokrenuo novi nastavak. Umjesto toga je odlučio producirati seriju Mladi Indiana Jones, koja je govorila o naslovnom liku u njegovim mlađim godinama. Spielberg je vjerovao da je nakon trilogije postao "zreo" redatelj i da će buduće nastavke samo producirati. Harrison Ford glumio je Indianu Jonesa u jednoj epizodi, pripovijedajući svoje pustolovine iz 1920. u Chicagu. Kad je Lucas snimio Fordovu ulogu u prosincu 1992., shvatio je da je scena otvorila mogućnost filma sa starijim Indianom smještenim u pedesete. Film bi mogao reflektirati znanstvenu fantastiku B-filmova iz pedesetih, s izvanzemaljcima kao zapletom.
Fordu se nije svidio novi pristup pa je rekao Lucasu, "Nema šanse da nastupim u takvom filmu Stevena Spielberga." Sam Spielberg, koji je prikazao izvanzemaljce u Bliskim susretima treće vrste i E.T.-ju, odupirao se takvoj ideji. Lucas je osmislio priču, koju je Jeb Stuart od listopada 1993. do svibnja 1994. scenaristički razrađivao. Lucas je htio da se Indiana oženi, što bi omogućilo povratak Jonesa starijeg koji bi izrazio zabrinutost oko toga je li mu sin zadovoljan s onim što je postigao. Nakon što je saznao da je Josif Staljin bio zainteresiran za psihološko ratovanje, odlučio je iskoristiti Ruse za zlikovce, a izvanzemaljce kao posjednike psiholoških moći. Nakon Stuartove nove verzije, Lucas je angažirao scenarista trećeg filma Jeffreyja Boama da napiše sljedeće tri verzije, od kojih je posljednja dovršena u ožujku 1996. Tri mjeseca poslije, objavljen je Dan nezavisnosti, a Spielberg je rekao Lucasu da neće snimati još jedan film o invaziji izvanzemaljaca. Lucas se zatim odlučio usredotočiti na prednastavke Zvjezdanih ratova.
2000. ga je Spielbergov sin upitao kad će biti objavljen sljedeći film o Indiani Jonesu, što ga je zainteresiralo za oživljavanje projekta. Iste su se godine Ford, Lucas, Spielberg, Frank Marshall i Kathleen Kennedy sastali tijekom svečanosti dodjele nagrade za životno djelo Američkog filmskog instituta Fordu, pa su odlučili da će snimiti još jedan nastavak. Spielberg je to shvatio i kao olakšanje nakon nekoliko mračnih filmova iz tog razdoblja. Spielberg i Lucas razgovarali su o središnjoj ideji izvanzemaljaca iz B-filmova, a Lucas je sugerirao korištenje kristalnih lubanja kao temelj priče. Mislio je kako su ti artefakti fascinantni kao Kovčeg Saveza, a namjeravao je ideju iskoristiti još u epizodi Mladog Indiane Jonesa prije otkazivanja serije.
Frank Darabont, koji je napisao mnoge epizode Mladog Indiane Jonesa, angažiran je kao scenarist u svibnju 2002. Njegov scenarij, nazvan Indiana Jones i Grad bogova, bio je smješten u pedesete, a Jonesa su progonili bivši nacisti. Spielberg je odbacio ideju zbog stvarnih povijesnih ličnosti kao što je Juan Peron u Argentini, koji je štitio nacističke zločince. Darabont je tvrdio da se Spielbergu svidio scenarij, ali Lucasu nije, pa je zato odlučio sam napisati scenarij. Lucas i Spielberg shvatili su da okružje 1950-ih ne može ignorirati hladni rat i da bi Rusi u tom slučaju bili bolji negativci. Spielberg je pak odlučio da ne može satirizirati naciste nakon režiranja Schindlerove liste, dok je Ford rekao: "Više smo istrošili naciste."
Jeff Nathanson sastao se sa Spielbergom i Lucasom u kolovozu 2004., a sljedeće verzije scenarija dostavio je u listopadu i studenom 2005.; naziv im je bio The Atomic Ants. David Koepp nastavio je odatle, davši scenariju podnaslov Destroyer of Worlds, prema citatu Roberta Oppenheimera. Promijenjen je u Kraljevstvo kristalne lubanje, jer je Spielberg smatrao da je to primjereniji naslov, jer se zaplet vrti oko kristalne lubanje. Lucas je inzistirao na dijelu kraljevstvo. Koeppova ideja bila je Sin Indiane Jonesa, a Spielberg je razmišljao da izvanzemaljcima dadne naslov The Mysterians, ali je odustao sjetivši se da je to naslov nekog drugog filma. Koepp je na "ljubavnim dijalozima" surađivao sa scenaristom Otimača izgubljenog kovčega Lawrenceom Kasdanom.

### Snimanje
Za razliku od prethodnih filmova o Indiani Jonesu, Spielberg je cijeli film snimio u Sjedinjenim Državama, izjavivši da ne želi biti daleko od obitelji. Snimanje je počelo 18. lipnja 2007. u Demingu u Novom Meksiku. Duga scena potjere po izmišljenom koledžu Marshall snimana je između 28. lipnja i 7. srpnja na Sveučilištu Yale u New Havenu u državi Connecticut (gdje je studirao Spielbergov sin Theo).
Nakon toga su u kolovozu snimljene scene smještene u peruanskoj džungli u Hillou na Havajima. Indiana Jones i kraljevstvo kristalne lubanje je najveći film sniman na Havajima poslije Vodenog svijeta, a procijenjeno je da je lokalnoj ekonomiji donio između 22 i 45 milijuna dolara materijalne koristi. Zbog nadolazećeg uragana, Spielberg nije bio u mogućnosti snimiti vodopad, pa je poslao pomoćnu ekipu da snime Iguazu vodopade u Brazilu i Argentini. Snimke su poslije digitalno kombinirane s borbom, koja je snimana u Universalovu studiju.
Pola filma je trebalo biti snimano u pet filmskih studija u Los Angelesu: Downeyju, Sonyju, Warner Brosu., Paramountu i Universalu. 11. listopada 2007. se nastavilo na aerodromu Chandler Field u Fresnu u Kaliforniji, koji je zamijenio Međunarodnu zračnu luku u Mexico Cityju. Nakon snimanja zračnih kadrova na Chandleru i aviona Douglas DC-3 u zraku ujutro 12. listopada 2007., snimanje je završeno. Iako je nakon pregleda prve verzije filma smatrao da nema potrebe za ponovnim snimanjem, Spielberg je odlučio dodati panoramski kadar, koji je snimljen 29. veljače 2008. u Pasadeni u Kaliforniji.

### Dizajn
Spielberg i Janusz Kamiński, koji je snimio sve redateljeve filmove od Schindlerove liste 1993., ponovno su pogledali prethodne filmove kako bi proučili stil Douglasa Slocombea. "Nisam htio da Janusz sve to modernizira i dovede nas u 21. stoljeće", rekao je Spielberg. "Htio sam da film ima lakši stil sličan onom koji je postigao Doug Slocombe, što je značilo da i Janusz i ja moramo progutati svoj ponos. Janusz se morao približiti viziji drugog snimatelja, a ja viziji mlađeg redatelja za kojeg sam mislio kako sam se odmakao od njega u posljednja dva desetljeća." Spielberg nije htio brze akcijske scene, oslonivši se na scenarij, a ne na brzi tempo. 2002. je potvrdio kako ne namjerava snimati film na digitalni način, format koji je Lucas bio usvojio. Lucas je smatrao kako "izgleda kao da je sniman tri godine nakon Posljednjeg križarskog pohoda. Ljudi, njihov izgled, sve. Ne biste rekli kako je prošlo gotovo 20 godina." Kaminski je nakon gledanja sva tri filma komentirao kako je fasciniran kako je svaki od njih napredovao u tehnološkom smislu, ali smo bez obzira na to ostali konzistentni.
Dok je krajem 2004. snimao Rat svjetova, Spielberg se sastao sa svojim koordinatorom kaskaderskih scena Vicom Armstrongom, koji je bio Fordov dubler u prethodnim filmovima, kako bi razgovarao o tri akcijske sekvence koje je zamislio. No, Armstrong je tijekom snimanja Kraljevstva kristalne lubanje snimao Mumiju: Grobnicu zmajskog cara, pa je umjesto njega angažiran Dan Bradley. Bradley i Spielberg koristili su previzualizacije za sce akcijske scene, osim motociklističke potjere na koledžu Marshall, jer je ta ideja začeta kad su animatori već bili otišli. Bradley je umjesto toga iskoristio tradicionalne crteže, a dane su mu slobodne ruke za stvaranje dramatičnih trenutaka, kao što je to činio pomoćni redatelj Otimača izugbljenog kovčega Michael D. Moore tijekom snimanja potjere kamionima. Spielberg je improvizirao na setu, promijenivši lokaciju obračuna Mutta i Spalko sa zemlje na vozila.

### Efekti
Producent Frank Marshall izjavio je 2003. kako će film koristiti tradicionalne kaskaderske vještine kako bi bio konzistentan s prethodnim filmovima. Digitalna tehnologija korišten je kako bi se sakrile vidljive zaštitne žice na glumcima koji su odrađivali svoje kaskaderske scene (kao što je ona u kojoj se Jones ljulja na lampi uz pomoć svog biča). Tempirani eksplozivi korišteni su za scenu u kojoj Jones vozi kamion kroz zid. Tijekom jednog snimanja, eksploziv nije funkcionirao te je sletio na sjedalo kod Forda. No, nije eksplodirao i nitko nije bio ozlijeđen.
Steven Spielberg je prije produkcije izjavio kako će biti korišteno jako malo digitalnih efekata kako bi se zadržala dosljednost s drugim filmovima.
Digitalna tehnologija korištena je kako bi se uklonile vidljive sigurnosne žice na glumcima kad su izvodili kaskaderske scene (kao što je ona u kojoj Jones visi na lampi s bičem). Tempirani eksploziv korišten je u sceni u kojoj Jones vozi kamion kroz zid. Tijekom jednog snimanja, eksploziv je sletio na sjedalo do Forda, ali nije puknuo i glumac nije ozlijeđen.
Spielberg je izjavio kako će se tokom snimanja koristiti jako malo digitalno generiranih snimki kako bi se zadržala dosljednost s ostalim filmovima. Međutim, tijekom snimanja je korišteno puno više digitalno generiranih snimki nego što je to bilo zamišljeno jer se mnogo slučajeva pokazalo praktičnije. Procijenjeno je kako 30 posto kadrova filma čini digitalno dodani materijali. U filmu se ukupno nalazi 450 digitalno generiranih kadrova. Scenarij je zahtijevao i neiskrčenu džunglu, ali je to bilo vrlo nesigurno pa je najviše digitalnih snimki otišlo na stvaranje akcijske sekvence u džungli. Supervizor specijalnih efekata Pablo Helman (koji je radio na Lucasovim Zvjezdanim ratovima: Fantomska prijetnja, Ratu svjetova i Münchenu) otputovao je u Brazil i Argentinu kako bi fotografirao elemente koji su postali sastavni dio konačnih slika.

### Glazba
John Williams počeo je skladati glazbu u listopadu 2007., a deset dana snimanja završeno je 6. ožujka 2008. u Sony Pictures Studios. Soundtrack uključuje kontinuum, instrument često korišten za zvučne efekte umjesto glazbe. Concord Music Group objavio je soundtrack 20. svibnja 2008.

## Premijera
Indiana Jones i kraljevstvo kristalne lubanje premijerno je prikazan na Filmskom festivalu u Cannesu 18. svibnja 2008., prije svjetske kino premijere 22. svibnja. Bio je to prvi Spielbergov film poslije E.T.-ja koji je premijeru doživio u Cannesu. Film je u Sjedinjenim Državama objavljen u 4000 kina, a za svjetsku distribuciju je sinkroniziran na 25 jezika. Distribuirano je više od 12 tisuća primjeraka filma, što je najviše u Paramountovoj povijesti. Iako je Spielberg inzistirao da se njegovi filmovi gledaju samo u tradicionalnim kinima, Paramount je odlučio objaviti film u digitalnim kinima kao dio plana da preokrene 10 tisuća američkih kina na taj format.

### Tajnost
Frank Marshall je primijetio, "U današnjem informacijskom dobu, tajnost je pravi izazov. (...) Ljudi su stvarno govorili, 'Ne, zbilja ćemo poštovati Stevenovu viziju." Obožavatelji su na internetu pregledavali mnoge fotografije i promotivne Lego kocke u nadi da će shvatiti detalje priče; Spielbergov biograf Ian Freer je napisao, "Ono o čemu Indy 4 zapravo govori je velika kulturalna igra asocijacija 2007./'08. Ipak, mora se reći, osvježavajuće je biti deset tjedana od velikog blockbustera i znati gotovo ništa o njemu." Kako bi skrenuli pozornost znatiželjne obožavatelje od naslova filma tijekom snimanja, registrirano je pet lažnih naslova; The City of Gods, The Destroyer of Worlds, The Fourth Corner of the Earth, The Lost City of Gold i The Quest for the Covenant. Lucas i Spielberg htjeli su zatajiti i povratak Karen Allen do premijere, ali su ipak odlučili to otkriti na Comic-Conu 2007.
Statist u filmu, Tyler Nelson, prekršio je ugovor o tajnosti u intervjuu za The Edmond Sun 17. rujna 2007., kojeg su nakon toga prenijeli glavni mediji. Nepoznato je je li ostao u konačnoj verziji. Na Nelsonov zahtjev, The Edmond Sun je kasnije povukao priču sa svoje internetske stranice. 2. listopada 2007., Vrhovni sud je odredio kako je Nelson prekršio ugovor. Stavke nagodbe nisu poznate. Nekoliko produkcijskih fotografija i povjerljivih dokumenata u vezi budžeta produkcije ukradeno je iz produkcijskog ureda Stevena Spielberga. Okružni ured šerifa Los Angelesa pokrenuo je potjeru za lopovom nakon što je dobio dojavu kako bi slike mogle biti prodane. 4. listopada 2007. je uhićen 37-godišnji Roderick Eric Davis. Priznao je krivnju za dva prekršaja, a služit će zatvorsku kaznu od dvije godine i četiri mjeseca.

### Marketing
Howard Roffman, predsjednik Lucas Licensinga, objasnio je veliku marketinšku kampanju riječima kako je "prošlo devetnaest godina od posljednjeg filma, a mi smo osjećali veliku suzdržanu potrebu za sve vezano za Indyja". Paramount je potrošio bar 150 milijuna dolara kako bi promovirao film, dok najskuplje filmske promocije stoje između 70 i 100 milijuna dolara. Kao i obožavateljima, film se morao u većoj mjeri morao obratiti mlađoj publici. Potpisani su ugovori s Expediom, Dr Pepperom, Burger Kingom, M&M-om i Lunchablesom. Paramount je sponzorirao otvoreni automobil Marca Andrettija na utrci Indianopolis 500, a njegov trkaći kombinezon dizajniran je tako da podsjeća na Indianu Jonesa. Uz premijeru filma, producent Frank Marshall i UNESCO pokrenuli su kampanju za promociju konzervacije Svjetske baštine diljem svijeta.
Random House, Dark House Comics, Diamond Comic Distributors, Scholastic Corporation i Dorling Kindersley objavili su knjige, uključujući novelizaciju Kraljevstva kristalne lubanje Jamesa Rollinsa, strip adaptaciju Johna Jacksona Millera i Lukea Rossa, dječje novelizacije sva četiri filma, strip seriju Indiana Jones Adventures namijenjenu djeci, te službeni Indiana Jones Magazine.

### Kućna izdanja
Film je 14. listopada u Sjevernoj Americi objavljen na DVD-u i Blu-ray Discu. Izdanje uključuje jednodijelni DVD; dvostruko specijalno DVD izdanje; i Blu-ray izdanje na dva diska. Ova izdanja objavljena su u Ujedinjenom Kraljevstvu 10. studenog. Kmart je objavio kolekciju četiri Lego postera koji parodiraju postere filmova; Target Corporation je izdao DVD s knjigom od 80 stranica fotografija. Izdanje Best Buya uključuje repliku kristalne lubanje. Prema podacima od 31. listopada 2008., DVD je ostvario utržak od 70,570,465 dolara.

## Reakcije

### Box office
| Box office zarada | Box office zarada | Box office zarada | Box office pozicija | Box office pozicija | Izvor  |
| Sjedinjene Države | Inozemstvo        | Ukupno            | SAD                 | Inozemstvo          | Izvor  |
| $317,023,851      | $468,976,423      | $786,000,274      | #23                 | #23                 | [ 84 ] |

Za razliku od većine filmskih franšiza, Indianu Jonesa je distribuirala jedna tvrtka, Paramount, ali je film bio u vlasništvu druge, Lucas Filma. Pret-produkcijski dogovori između dvije organizacije osigurali su Paramountu 12,5 posto od ukupnog profita filma. Kako je budžet od 185 milijuna dolara bio veći od procijenjenog (125 milijuna), Lucas, Spielberg i Ford su odbili velike honorare kako bi Paramount mogao pokriti troškove filma. Kako bi Paramount uopće profitirao u smislu njegova postotka od profita, film je morao zaraditi više od 400 milijuna dolara. U tom trenutku, Lucas, Spielberg, Ford i drugi manji djelitelji profita bi također mogli pokupiti svoj dio zarade.
Indiana Jones i kraljevstvo kristalne lubanje objavljen je u Sjevernoj Americi u četvrtak, 22. svibnja, a u prvom danu je zaradio 25 milijuna dolara. U prvom vikendu brojka se popela na 101 milijun dok se film prikazivao u 4260 kina u Sjedinjenim Državama i Kanadi, postavši tako broj jedan na box officeu, i treći svih vremena po broju početnih projekcija. U prvih pet dana prikazivanja, film je zgrnuo 311 milijuna dolara diljem cijelog svijeta. Zarada od 151 milijuna dolara u Sjedinjenim Državama dovela je film na drugu poziciju najuspješnijih filmova objavljenih za vikend u tjednu Dana sjećanja, iza filma Pirati s Kariba: Na kraju svijeta. Trenutno je 23. najuspješniji film svih vremena, i drugi najunosniji film 2008., iza Viteza tame.

### Kritike
Film je ocijenjen uglavnom pozitivno. Na Rotten Tomatoesu je skupljeno 239 recenzija, od čega ih je 76 posto pozitivno, od toga 61 posto pozitivnih od strane poznatih kritičara. Opći konsenzus je bio da, "Iako su elementi radnje uglavnom poznati, Indiana Jones i kraljevstvo kristalne lubanje ipak ima uzbudljivih trenutaka, a povratak Harrisona Forda u ulogu je više nego dobrodošao." Metacritic je objavio kako je od 40 prikupljenih recenzija 65 posto bilo pozitivno. Yahoo! je objavio kako je prosječna ocjena na prikupljenih 15 recenzija B. Associated Press je izvijestio kako je film dočekan s "respektabilnim - iako daleko od oduševljenih - osvrtima", rekavši kako se "nekim gledateljima na prvim novinarskim prikazivanjima svidio, neki su ga nazvali dopadljivim iako stereotipnim, dok su neki rekli kako ga je bilo vrijedno čekati 19 godina..." USA Today je napisao kako su recenzije bile "podijeljene", a recenzenti smatrali kako "film pati od predvidljvih točaka u priči i sjajnih specijalnih efekata". Roger Ebert filmu je dao 3,5 zvjezdice od 4, ocjenu koju je dao i Posljednjem križarskom pohodu. Ebert je tvrdio kako je jedini kritičarski kriterij za ocjenjivanje posljednjeg filma usporedba s prethodna tri. Dodao je kako je film "isti kao i prijašnji", ali to je ono što "sam tražio". James Bernardinelli dao je filmu 2 od 4 zvjezdice, nazvavši ga "najbeživotnijim u serijalu" i "jednostavno ne jako dobrim filmom."
Komunistička stranka Ruske Federacije tražila je da se film zabrani, optuživši produkcijsku ekipu za demoniziranje Sovjetskog Saveza. Dužnosnik stranke Andrej Andrejev je rekao: "Jako je uznemirujuće kad talentirani redatelji žele isprovocirati novi hladni rat." Drugi stranački dužnosnik je komentirao da, "1957. SSSR nije slao teroriste u Ameriku nego satelite Sputnjik u svemir!" Spielberg je odgovorio da je on Rus, jer su njegovi preci došli iz Ukrajine, te objasnio: "Kad smo odlučili da će se četvrti nastavak odvijati u 1957., nismo imali izbora nego da Ruse učinimo neprijateljima. Drugi svjetski rat je taman završio, a hladni rat je počeo. Sjedinjene Države u to vrijeme nisu imale drugog neprijatelja."
Podijeljene reakcije baze obožavatelja nisu iznenadile Lucasa, koji je bio navikao na podijeljene reakcije na prednastavke Zvjezdanih ratova. "Natjerat ćemo ljude da bacaju rajčice na nas", predvidio je autor serijala. "Ali to je zabavan film za snimanje." Neki obožavatelji franšize koji su bili razočarani filmom usvojili su izraz "nuked the fridge", temeljen na sceni iz filma, kako bi označili trenutak u filmskom serijalu u kojem on prelazi svoj vrhunac i zalazi u sferu apsurda. Ova fraza od tada se pojavila diljem interneta. South Park je parodirao film u epizodi "The China Probrem", emitiranoj nekih pet mjeseci nakon premijere filma. David Koepp je rekao, "Znao sam da će me pokopati s raznih strana, ali svidjelo mi se koliko se film svidio obiteljima. Drago mi je da su ga obitelji prigrlile." Anketa CinemaScorea provedena tijekom prvog vikenda prikazivanja pokazala je da je prosječna ocjena gledatelja "B".

## Vanjske poveznice
- Službena stranica
- Indiana Jones i kraljevstvo kristalne lubanje u internetskoj bazi filmova IMDb-a
- Indiana Jones i kraljevstvo kristalne lubanje na Box Office Mojo
- Indiana Jones i kraljevstvo kristalne lubanje na Rotten Tomatoes